# Gustav Wolf
Gustav Wolf (ur. 28 listopada 1887 w Osterode am Harz, zm. 28 kwietnia 1963 w Münster) – niemiecki architekt modernistyczny.

## Życiorys

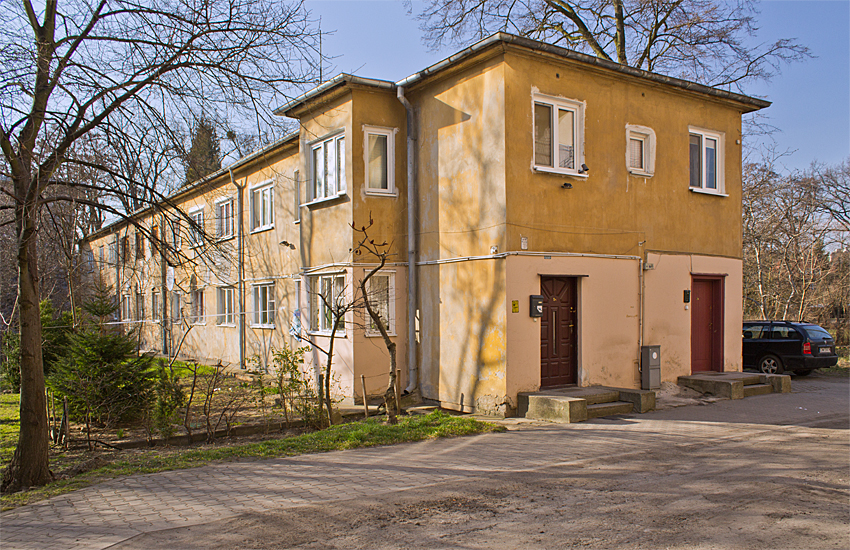
Dom nr 3-6 osiedla wzorcowego wystawy WuWa, Wohnungs- und Werkraumausstellung.

Początkowo studiował w Królewskiej Szkole Sztuki i Rzemiosła Artystycznego we Wrocławiu, gdzie zdobył zawód nauczyciela rysunku. Następnie studiował architekturę na Politechnice w Monachium pod kierunkiem Theodora Fischera. Przed I wojną światową współpracował z Paulem Schmitthennerem projektując razem z jego zespołem miasta-ogrody na wrocławskich Karłowicach i w berlińskiej dzielnicy Staaken. W latach 1915-19 był architektem powiatowym w Mrągowie, następnie pracował jako urzędnik budowlany w Merseburgu w latach 1919-20 oraz w Soest od 1920 do 1922. W latach 1922-27 został zatrudniony w Münster, pełnił tam obowiązki dyrektora towarzystwa budowlanego Westfälische Heimat. Do Wrocławia powrócił w roku 1927 aby objąć stanowisko dyrektora Miejskiej Szkoły Rękodzielnictwa i Przemysłu Artystycznego. W czasie pełnienia tej funkcji brał udział w roku 1929 w zorganizowanej przez śląski oddział Werkbundu wystawie „Mieszkanie i miejsce pracy”. W 1934 po odejściu ze stanowiska dyrektora szkoły przeniósł się do Berlina, gdzie wykładał w Państwowej Szkole Budowlanej. Od roku 1939 do przejścia na emeryturę w 1952 zajmował się budownictwem wiejskim pełniąc funkcję kuratora w Westfalii.

## Wybrane dzieła
- 1911–1913 – Miasto-ogród Karłowice we Wrocławiu wraz z Paulem Schmitthennerem
- 1914–1919 – Miasto-ogród Staaken w Berlinie wraz z Paulem Schmitthennerem
- 1928–1929 – Osiedle Księże Małe wraz Paulem Heimem, Albertem Kempterem, Hansem Thomasem i Rudolfem Sackiem
- 1929 – Dom nr 3-6 osiedla wzorcowego WuWA we Wrocławiu
- 1929 – Dom nr 32-33 osiedla wzorcowego WuWA we Wrocławiu

## Literatura
- Rafał Eysymontt, Jerzy Ilkosz, Agnieszka Tomaszewicz, Jadwiga Urbanik (red.): Leksykon architektury Wrocławia. Wrocław: Via Nova, 2011. Brak numerów stron w książce
- Jadwiga Urbanik: WUWA 1929-2009. Wrocławska wystawa Werkbundu. Wrocław: Muzeum Architektury we Wrocławiu, 2009. Brak numerów stron w książce